# Destord
Destord é uma comuna francesa na região administrativa do Grande Leste, no departamento de Vosges. Estende-se por uma área de 5.04 km². Em 2010 a comuna tinha 256 habitantes (densidade: 50,8 hab./km²).